# سلطان العلي
سلطان العلي (13 يوليو 1997 -)، ممثل كويتي. والده الفنان طارق العلي، بدأ التمثيل عام 2003.

## أعماله

### في التلفزيون
| سنة الإنتاج | اسم المسلسل           | الشخصية |
| ----------- | --------------------- | ------- |
| 2006        | وسع صدرك - برنامج     |         |
| 2007        | هذا ولدنا             |         |
| 2008        | صج حظوظ               |         |
| 2009        | طول بالك - برنامج     |         |
| 2013        | قررمش                 |         |
| 2014        | الفلتة - الجزء الثالث | سعود    |
| 2015        | الفصلة                | عبيد    |

### في المسرح
| سنة الإنتاج | اسم المسرحية       | الشخصية |
| ----------- | ------------------ | ------- |
| 2003        | سوبر صطار          |         |
| 2004        | قدها و نص          |         |
| 2005        | عايلة قرقيعان      |         |
| 2007        | حاميها حراميها     |         |
| 2007        | البيت بيتك         |         |
| 2008        | خاربة خاربة        | سلطان   |
| 2009        | بو سارة في العمارة | سلطان   |
| 2010        | بخيت وبخيته        |         |
| 2011        | الطرطنجي           |         |
| 2012        | بسنا فلوس          |         |
| 2013        | تحت الصفر          |         |
| 2014        | الصيدة بلندن       |         |
| 2015        | آن فولو            |         |
| 2016        | قلب للبيع          |         |
| 2018        | هلا بالخميس        |         |

### في السينما
| سنة الإنتاج | اسم الفيلم | الشخصية |
| ----------- | ---------- | ------- |
| 2017        | خميس وجمعة |         |

## روابط خارجية
- سلطان العلي على موقع قاعدة بيانات الأفلام العربية